# Spilosoma tienmushanica
Spilosoma tienmushanica är en fjärilsart som beskrevs av Daniel 1943. Spilosoma tienmushanica ingår i släktet Spilosoma och familjen björnspinnare. Inga underarter finns listade i Catalogue of Life.